# Stenogaster licina
Stenogaster licina är en getingart som beskrevs av Vecht 1975. Stenogaster licina ingår i släktet Stenogaster och familjen getingar. Inga underarter finns listade i Catalogue of Life.